# Caribea litoralis
Caribea litoralis är en underblomsväxtart som beskrevs av Brother Alain. Caribea litoralis ingår i släktet Caribea och familjen underblomsväxter. Inga underarter finns listade i Catalogue of Life.